# Challenger de Arad 2013
El BRD Arad Challenger 2013 fue un torneo de tenis profesional que se jugó en canchas de arcilla. Se trató de la tercera edición del torneo que forma parte del ATP Challenger Tour 2013 . Tuvo lugar en Arad , Rumania entre el 3 y el 9 de junio de 2013.

## Jugadores participantes del cuadro de individuales

### Cabezas de serie
| País                 | Jugador         | Rank1 | Favorito |
| Bandera de Alemania  | Tobias Kamke    | 72    | 1        |
| Bandera de Francia   | Guillaume Rufin | 98    | 2        |
| Bandera de Rumania   | Adrian Ungur    | 106   | 3        |
| Bandera de Rumania   | Marius Copil    | 134   | 4        |
| Bandera de Italia    | Flavio Cipolla  | 138   | 5        |
| Bandera de Túnez     | Malek Jaziri    | 158   | 6        |
| Bandera de Argentina | Facundo Bagnis  | 165   | 7        |
| Bandera de Argentina | Guido Andreozzi | 167   | 8        |
| -------------------- | --------------- | ----- | -------- |

- 1 Se ha tomado en cuenta el ranking del día 27 de mayo de 2013

### Otros participantes
Los siguientes jugadores recibieron una invitación (wild card), por lo tanto ingresan directamente al cuadro principal (WC):
- Patrick Ciorcilă
- Petru-Alexandru Luncanu
- Bjoern Probst
- Dragos Torge

Los siguientes jugadores ingresan al cuadro principal tras disputar el cuadro clasificatorio (Q):
- Marcel-loan Miron
- Pere Riba
- Franko Škugor
- Denis Zivkovic

## Jugadores participantes en el cuadro de dobles

### Cabezas de serie
| País               | Jugador          | País                      | Jugador          | Rank1 | Favorito |
| Bandera de Brasil  | Guilherme Clezar | Bandera de Brasil         | Fabiano de Paula | 349   | 1        |
| Bandera de Canadá  | Peter Polansky   | Bandera de Estados Unidos | Tennys Sandgren  | 356   | 2        |
| Bandera de Croacia | Franko Škugor    | Bandera de Croacia        | Antonio Veić     | 360   | 3        |
| Bandera de Austria | Gerald Melzer    | Bandera de Croacia        | Mate Pavić       | 371   | 4        |
| ------------------ | ---------------- | ------------------------- | ---------------- | ----- | -------- |

- 1 Se ha tomado en cuenta el ranking del día 27 de mayo de 2013

### Otros participantes
Los siguientes jugadores recibieron una invitación (wild card), por lo tanto ingresan directamente al cuadro principal:
- Alexandru-Daniel Carpen /  Dragos Cristian Mirtea
- Patrick Ciorcilă /  Victor Crivoi
- Sebastian Kraila /  Petru-Alexandru Luncanu

## Campeones

### Individual Masculino
- Adrian Ungur derrotó en la final a  Marius Copil por 6-4, 7-6(3)

### Dobles Masculino
- Franko Škugor /  Antonio Veić derrotaron en la final a  Facundo Bagnis /  Julio César Campozano por 7–6(5),4–6, [11–9]